# Mandei
I mandei (dal termine manda, "gnosi, saggezza"), in lingua mandea מנדעניא, Mandaʾnāye, in arabo الصابئة المندائيون‎?, al-Ṣābiʾa al-Mandāʾiyyūn (Sabei mandei), detti anche Cristiani di San Giovanni, sono i seguaci dell'unica comunità religiosa di origine gnostica tuttora esistente. Tracce della loro esistenza si trovano in documenti risalenti al III secolo.
Oggi si stima che la loro consistenza numerica oscilli tra i 60.000 e I 70.000 devoti.
La loro lingua liturgica è il mandaico, una varietà dell'aramaico affine all'aramaico-ebraico della Ghemara.
Esiste anche una forma moderna di mandeo, che è parlata solo dai mandei della provincia iraniana del Khūzestān.

## Storia

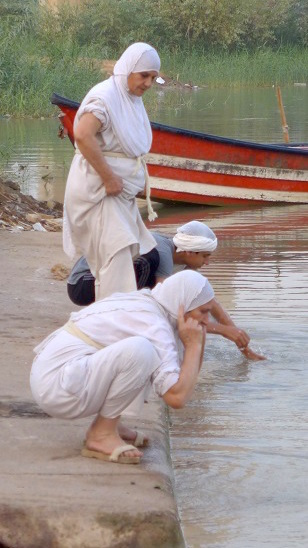
Mandei durante dei rituali ad Ahvaz, Iran, 2013

Alcuni studiosi suppongono che i mandei derivino da una setta, quella dei Nazareni, originaria del Vicino Oriente. A causa delle persecuzioni romane del I secolo i mandei abbandonarono la Palestina; alcuni si trasferirono nelle terre dei Parti e in Persia sotto il regno dei Sasanidi, altri si stabilirono nella città di Harran. Questi ultimi si scontrarono con i primi cristiani e dovettero lasciare la regione per rifugiarsi nella Babilonia meridionale.

Altri studiosi, invece, pensano che i mandei siano originari della Mesopotamia, la fertile regione sita tra i fiumi Tigri ed Eufrate. Altri ancora arrivano a supporre che la setta sia stata fondata da Giovanni Battista o, quantomeno, dagli Esseni. 

Nel celeberrimo Il tramonto dell'Occidente (1918), Oswald Spengler suggerisce che Gesù Cristo, divenuto discepolo del Battista, abbia da loro assorbito l'idea del mandeismo. 

Questo dubbio sulle loro origini divide gli studiosi sulla loro collocazione, infatti alcuni pensano che il Mandeismo sia una eresia cristiana dei primi secoli, altri pensano che sia una gnosi pre-cristiana, e un terzo partito è convinto che il loro sistema si fondi su un sincretismo tra elementi cristiani, giudei e manichei.
I testi sacri più antichi risalgono al II-III secolo d.C. e sono scritti in una lingua, il mandaico, varietà di aramaico molto simile a quella usata dagli Ebrei in fuga da Gerusalemme dopo la distruzione del secondo tempio ad opera dei Romani nel 70 d.C. I fuggiaschi probabilmente si unirono agli Ebrei rimasti a Babilonia dopo l'esilio del VI secolo a.C.
È storicamente accertato, invece, che, con l'arrivo degli Arabi in Mesopotamia nel 636, ai mandei fu inizialmente riconosciuta una certa autonomia, in quanto identificati con i misteriosi Sabei, citati dal Corano; ma in seguito, poiché per la maggioranza dei musulmani i mandei non facevano parte delle "religioni del libro" (ebrei, cristiani, musulmani), essi non furono più tutelati e per poter sopravvivere, dovettero emigrare nella regione paludosa dello Shatt al-'Arab, dove sono sopravvissuti fino ad oggi.
L'ascesa al potere di Saddam Hussein nel 1979 inaugurò un nuovo periodo di repressione verso i mandei, che culminò dopo la Prima Guerra del Golfo. Tra il 1991 ed il 1993 il regime ba'thista iracheno soffocò nel sangue le ribellioni delle popolazioni sciite dell'Iraq meridionale. Con l'occasione il dittatore colpì anche la comunità mandea, disperdendola e distruggendone le abitazioni.
Dopo l'abbattimento del regime di Saddam Hussein la persecuzione violenta da parte di integralisti islamici sta minacciando seriamente la sopravvivenza dei mandei in Iraq. Molti si sono rifugiati nelle terre dell'Iraq settentrionale, dove le popolazioni di etnia curda, predominanti, mostrano maggiore tolleranza verso le altre religioni. Altri (parecchie migliaia) sono stati costretti a lasciare il paese.

## Diffusione
A causa delle persecuzioni subite, negli ultimi decenni il loro numero si è drasticamente ridotto da circa 150.000 a 60.000 - 70.000, di cui 10.000 nel l'Iran meridionale e un numero di poco inferiore nella provincia iraniana del Khūzestān.
Comunità di mandei si sono rifugiate in Europa occidentale (di cui 8.500 in Svezia), Australia, Stati Uniti, Canada e Nuova Zelanda, mentre alcune migliaia vivono come profughi in Siria ed in Giordania.

## Il Mandeismo

### La dottrina
Il Mandeismo è una religione monoteista. Il suo è un sistema basato sostanzialmente sul dualismo gnostico: la contrapposizione tra un dio supremo del Mondo del Bene e della Luce (Malka d-nhura), circondato da angeli (Uthrê), dei quali il più importante è Manda d-Haiyê (Gnosi di Vita), e il mondo del Male e delle tenebre, abitato da demoni, il cui capo è Ruha, lo spirito malvagio.
L'uomo vive nel mondo delle tenebre, che però abbandona nel momento della morte. Dopo la morte, ogni anima passa attraverso degli stadi intermedi fino ad arrivare al regno della luce. Secondo la tradizione mandea, arriverà un messaggero che traghetterà le anime dal mondo dell'oscurità al regno della luce e questo sarà il segnale per la fine del mondo delle tenebre. Al termine esisterà solo il regno della luce e il tempo della sofferenza si sarà esaurito.
I mandei hanno per esempio in comune con l'ebraismo le figure di Adamo ed Eva, ma per loro Eva non nacque da una costola di Adamo, bensì fu un regalo del dio del regno della Luce per Adamo. Similmente ai cristiani, i mandei celebrano la domenica, ma soprattutto il battesimo (Masbütä). 

Inoltre, come in quasi tutte le sette gnostiche, separano il Gesù terreno (Ishu Mshiha), considerato un impostore e smascherato dall'angelo Anosh Uthrà, dal Cristo spirituale, il Manda d-Haiyê, battezzato la prima volta da Iuhana Masbana (Giovanni Battista) nel Giordano.
I testi sacri dei mandei sono il Grande Tesoro (Ginza Rabba) o Libro di Adamo, il Libro di Giovanni Battista (Drashia d-Yahia) e il "libro canonico delle preghiere". Il "Ginza Iamina" è stato tradotto nel 1925 dallo studioso di religioni tedesco Mark Lidzbarski.
Le loro cerimonie più importanti sono il funerale, la festa dei morti e il battesimo. I mandei non hanno monumenti di culto, il loro unico tempio naturale sono le acque del fiume Tigri.
Non esiste alcuna norma che proibisca ai credenti di convertirsi ad un'altra religione o che impedisca o imponga a credenti di altre religioni la conversione al Mandeismo. Un mandeo, però, perde l'appartenenza alla propria comunità religiosa attraverso il matrimonio.
Altri importanti pilastri della religione mandea sono la preghiera, il digiuno e il prendersi cura degli altri.
(Russell, p. 27)

#### Il battesimo
Per i mandei, Giovanni Battista fu l'ultimo dei profeti e come tale battezzò il Cristo spirituale, pertanto la cerimonia del battesimo s'ispira ai battesimi da lui celebrati. Ogni mandeo viene battezzato più volte, ma l'ottimo sarebbe ricevere il battesimo ogni domenica poiché, secondo la concezione mandea, durante la cerimonia del Masbütä ci si avvicina al regno della luce sempre di più. Grazie alla tripla immersione rituale, il battezzato viene purificato dai peccati commessi ed entra in contatto col mondo della luce permettendo la guarigione dalle malattie e la cacciata dei demoni.
Il battesimo mandeo viene celebrato presso acque correnti, sempre chiamate Giordano (Yardna). Il candidato, vestito con un abito bianco formato da sette pezzi, viene guidato in acqua dal sacerdote e immerso per tre volte. Durante il rito, la vita si ferma per un istante e, dopo il battesimo, riprende a scorrere con nuovo vigore

### Simbolo
il Darfesh è il simbolo della religione Mandea. Si tratta di un bastone a forma di croce sul quale è posato un drappo bianco. È simbolo del battesimo nel Tigri. Apparve sulla terra al momento del battesimo di Giovanni Battista nel Giordano.